# Wertstromplanung

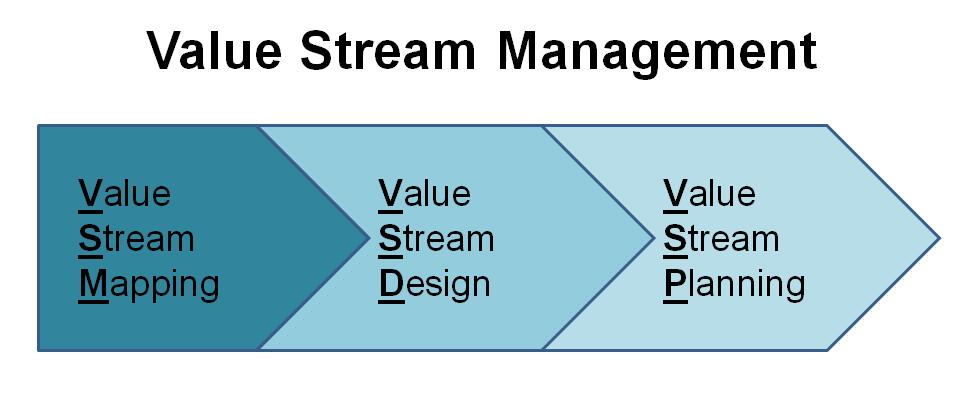
Wertstromplanung im Wertstrommanagement

Die Wertstromplanung, engl. Value Stream Planning (VSP), ist der dritte und letzte Verfahrensschritt in einem Zyklus des sogenannten Wertstrommanagements (Value Stream Management), einer betriebswirtschaftlichen Methode in der Produktionsplanung und -steuerung oder im Management von Dienstleistungen.
Das Verfahren sieht das fortlaufende Planen und Umsetzen von Maßnahmen mit einer strategischen Zielsetzung des Wertstromdesign (Value stream design vision) vor. Dazu gehören die Einbindung einer Zielentfaltung und regelmäßige Überarbeitungen (reviews), den so genannten PDCA-Zyklen (plan-do-check-act). Die Wertstromplanung schließt sich der Wertstromanalyse („Ist-Zustand“) und dem Wertstromdesign („Soll-Zustand“) an.